# Ik ben Benjamin Ben
Ik ben Benjamin Ben was een televisieserie in de jaren negentig van de Nederlandse publieke omroepvereniging Evangelische Omroep.
In deze serie stond een pop met rood haar (Benjamin Ben) centraal die samen met zijn ouders Marja en Bill allerlei avonturen beleefde. In de serie zaten Bijbelverhalen verwerkt en elke aflevering was gebaseerd op een Bijbels thema. Vanaf 2001 werd de serie weer regelmatig herhaald, onder meer door de digitale zender Omega TV.

## Hoofdrolspelers
- Benjamin Ben (gespeeld door John de Winter)
- Marja Hofstee
- Bill Angel

## Locaties
- Seizoen 1 en 2 - Zuiderzeemuseum
- Seizoen 3 - Ouwehands Dierenpark

## Medewerkers
- Producer en schrijfster: Stella Kiljan
- Ontwerp pop: Aad Peters
- Muziek en geluid: Harry Govers
- Tekeningen: Liselot Ribbens